# Kola (Manitoba)
Pour les articles homonymes, voir Kola.
Kola est une communauté non incorporée du Manitoba située dans l'ouest de la province et faisant partie de la municipalité rurale de Wallace. Kola est située à approximativement 31 km (20 miles) à l'ouest de Virden.

## Référence
- (en) Cet article est partiellement ou en totalité issu de l’article de Wikipédia en anglais intitulé « Kola, Manitoba » (voir la liste des auteurs).